# Рюдтліген-Альхенфлю
Рюдтліген-Альхенфлю (нім. Rüdtligen-Alchenflüh) — громада  в Швейцарії в кантоні Берн, адміністративний округ Емменталь.

## Географія
Громада розташована на відстані близько 19 км на північний схід від Берна.
Рюдтліген-Альхенфлю має площу 2,7 км², з яких на 30,6% дозволяється будівництво (житлове та будівництво доріг), 61,3% використовуються в сільськогосподарських цілях, 6,3% зайнято лісами, 1,8% не є продуктивними (річки, льодовики або гори).

## Демографія
2019 року в громаді мешкало 2419 осіб (+11,5% порівняно з 2010 роком), іноземців було 26,3%. Густота населення становила 889 осіб/км².
За віковим діапазоном населення розподілялося таким чином: 19% — особи молодші 20 років, 63,4% — особи у віці 20—64 років, 17,7% — особи у віці 65 років та старші. Було 1111 помешкань (у середньому 2,1 особи в помешканні).
Із загальної кількості 1131 працюючого 35 було зайнятих в первинному секторі, 378 — в обробній промисловості, 718 — в галузі послуг.